# Après La Classe
Après La Classe est un groupe italien de ska punk, originaire d'Aradeo, dans la province de Lecce. Il est composé de Cesko (chant, synthétiseur, guitares), Puccia (chant, accordéon, claviers), Combass (basse, chœurs), Alex Ricci (guitare), et Giammy (batterie).

## Histoire
Formé en 1996, le groupe prend une physionomie définitive en 1999 et débute officiellement en 2002 sur le label Edel Italia. Leur premier album s'intitule Après la Classe (2002), dont le titre Paris devient immédiatement un tube dans les discothèques et les stations de radio italiennes, et est également choisi en 2006 comme chanson thème d'une publicité de la télévision nationale et comme chanson thème d'ouverture de l'émission Le Iene. Deux autres singles célèbres, également publiés par Edel en 2002, sont Ricominciamo, une reprise d'Adriano Pappalardo et Ci 6 solo tu. L'album suivant, Un numero, est publié en 2004.
Le groupe a également collaboré avec des groupes établis tels que Sud Sound System et des artistes de renom tels que Caparezza et Giuliano Sangiorgi de Negramaro. Leurs premières représentations ont lieu entre Lecce et la province, puis entre toute l'Italie et le reste du monde. Au fil du temps, ils changent leur son pour une sorte de dub-rock avec des mélanges electro-rock. Le groupe a également écrit et chanté des chansons en français, la langue maternelle du chanteur.
En 2006, l'album Luna Park sort chez On the Road Music Factory, précédé d'une tournée nationale. Le groupe a participé au concert du 1er mai 2007, 2008, 2009, 2017 et 2021 à Rome. Le 20 avril 2010, le groupe sort un nouvel album, Mammalitaliani, produit et interprété en collaboration avec Caparezza, sur le label Sunnycola distribué par Universal. Le single homonyme a dépeuplé les stations de radio et les plages de la péninsule italienne durant l'été 2010. En deux ans, la tournée de l'album a permis au groupe de donner cent soixante concerts et deux tournées aux États-Unis. Le 1er juillet 2014 sort Riuscire a volare, un album produit par Colorsound et distribué par Universal. L'album comprend 13 titres et bénéficie de la collaboration de Giuliano Sangiorgi de ses amis Negramaro. En 2017, ils sortent l'album Circo Manicomio. Cette même année, ils participent notamment au concert Primo Maggio à Rome.
En 2022, le groupe sort son nouvel album, Santa Marilena. Cette même année en avril, ils collaborent avec Manu Chao sur le single Otro mundo,,,.

## Membres
- Francesco Arcuti (Cesko) - chant
- Gianmarco Serra (Giammy) - batterie
- Valerio Bruno (Combass) - basse, chœurs
- Marco Perrone (Puccia) - accordéon, chant
- Alessio Melchiorre Ricci (Alex) - guitare
- Gabriele Blandini (Blandini) - trompette

## Discographie

### Albums studio
- 2002 : Après La Classe
- 2004 : Un numero
- 2006 : Luna Park
- 2008 : Luna Park on Tour
- 2010 : Mammalitaliani
- 2014 : Riuscire a volare
- 2017 : Circo Manicomio
- 2022 : Santa Marilena

### Singles
- 1999 : Pazzo di te
- 2002 : Paris
- 2002 : Ricominciamo
- 2002 : Ci 6 solo tu
- 2004 : Sale la febbre
- 2004 : A fiate
- 2005 : La Patchanka
- 2008 : Il miracolo
- 2010 : Mammalitaliani
- 2010 : Perdonami
- 2011 : Caravan
- 2014 : Questa vita
- 2015 : Riuscire a volare (feat. Giuliano Sangiorgi)
- 2015 : Di mare in mare
- 2019 : Nada Contigo (feat. Alborosie)
- 2019 : Salvador
- 2022 : Santa Marilena
- 2022 : Otro mundo (feat. Manu Chao)

### Collaborations
- 2006 : Sungria (Sungria feat. Après La Classe)
- 2012 : Kalinifta (Salento Calls Italy - Danilo Seclì vs. Santoro & Bovino feat. Cesko de Après La Classe)
- 2013 : Pompa la musica (Salento Guys feat. Cesko & Puccia de Après La Classe)
- 2013 : Por la noche (Salento Calls Italy 2.0 - Danilo Seclì vs. Santoro & Bovino featuring Cesko & Puccia de Après La Classe)
- 2014 : Ce me passa (Bundamove, Sud Sound System et Après La Classe)